# Temporada 1999-2000 de los Washington Wizards
La temporada 1999-2000 fue la vigesimoséptima del equipo de Washington dentro del área metropolitana de Washington D. C. y la trigésimo novena en sus diferentes localizaciones. La temporada regular acabó con 29 victorias y 53 derrotas, ocupando el decimotercer puesto de la Conferencia Este, no logrando clasificarse para los playoffs.

## Elecciones en elDraft
| Ronda | Puesto | Jugador          | Posición | Nacionalidad   | Universidad/Club |
| ----- | ------ | ---------------- | -------- | -------------- | ---------------- |
| 1     | 7      | Richard Hamilton | Escolta  | Estados Unidos | Connecticut      |
| 2     | 35     | Calvin Booth     | Pívot    | Estados Unidos | Penn State       |

## Temporada regular
| División Atlántico   | División Atlántico | División Atlántico | División Atlántico | División Atlántico | División Atlántico | División Atlántico | División Atlántico | División Atlántico |
| Equipo               | G                  | P                  | %                  | PD                 | Casa               | Fuera              | Div                |                    |
| -------------------- | ------------------ | ------------------ | ------------------ | ------------------ | ------------------ | ------------------ | ------------------ | ------------------ |
| y-Miami Heat         | 52                 | 30                 | .634               | –                  | 33–8               | 19–22              | 18–6               |                    |
| x-New York Knicks    | 50                 | 32                 | .610               | 2                  | 33–8               | 17–24              | 14–10              |                    |
| x-Philadelphia 76ers | 49                 | 33                 | .598               | 3                  | 29–12              | 20–21              | 13–11              |                    |
| Orlando Magic        | 41                 | 41                 | .500               | 11                 | 26–15              | 15–26              | 12–13              |                    |
| Boston Celtics       | 35                 | 47                 | .427               | 17                 | 26–15              | 9–32               | 12–12              |                    |
| New Jersey Nets      | 31                 | 51                 | .378               | 21                 | 22–19              | 9–32               | 9–16               |                    |
| Washington Wizards   | 29                 | 53                 | .354               | 23                 | 17–24              | 12–29              | 7–17               |                    |

## Estadísticas

### Temporada regular
| Jugador          | PJ | PT | MPP  | %TC  | %3P  | %TL  | RPP | APP | ROB | TPP | PPP  |
| ---------------- | -- | -- | ---- | ---- | ---- | ---- | --- | --- | --- | --- | ---- |
| Mitch Richmond   | 74 | 69 | 32.4 | .426 | .386 | .876 | 2.9 | 2.5 | 1.5 | .2  | 17.4 |
| Juwan Howard     | 82 | 82 | 35.5 | .459 | .000 | .735 | 5.7 | 3.0 | .8  | .3  | 14.9 |
| Rod Strickland   | 69 | 67 | 31.7 | .429 | .048 | .702 | 3.8 | 7.5 | 1.4 | .3  | 12.6 |
| Tracy Murray     | 80 | 8  | 22.9 | .433 | .430 | .851 | 3.4 | .9  | .6  | .3  | 10.2 |
| Richard Hamilton | 71 | 12 | 19.3 | .420 | .364 | .774 | 1.8 | 1.5 | .4  | .1  | 9.0  |
| Chris Whitney    | 82 | 15 | 19.8 | .417 | .376 | .848 | 1.6 | 3.8 | .7  | .1  | 7.8  |
| Aaron Williams   | 81 | 0  | 19.1 | .522 | .000 | .726 | 5.0 | .7  | .5  | 1.1 | 7.6  |
| Jahidi White     | 80 | 59 | 19.2 | .507 |      | .536 | 6.9 | .2  | .4  | 1.0 | 7.1  |
| Isaac Austin     | 59 | 23 | 19.9 | .429 | .250 | .686 | 4.8 | 1.3 | .3  | .6  | 6.7  |
| Don Reid†        | 17 | 0  | 19.6 | .564 |      | .750 | 4.5 | .6  | 1.1 | 1.1 | 6.4  |
| Michael Smith    | 46 | 46 | 24.9 | .563 | .000 | .723 | 7.2 | 1.2 | .6  | .5  | 6.3  |
| Gerard King      | 62 | 28 | 17.1 | .502 |      | .742 | 4.0 | .8  | .5  | .2  | 5.3  |
| Calvin Booth     | 11 | 0  | 13.0 | .348 |      | .714 | 2.9 | .6  | .3  | 1.3 | 3.8  |
| Lorenzo Williams | 8  | 0  | 9.5  | .778 |      |      | 3.1 | .1  | .4  | .8  | 1.8  |
| Laron Profit     | 33 | 1  | 6.8  | .356 | .176 | .400 | .8  | .8  | .2  | .1  | 1.5  |
| Reggie Jordan    | 36 | 0  | 6.8  | .321 | .000 | .538 | 1.1 | .9  | .3  | .1  | 1.1  |

- † Indica que el jugador jugó también en otro equipo durante la temporada. Las estadísticas reflejan únicamente el tiempo con los Wizards.